# Перун (село)
Перу́н — село в Україні, у Петро-Михайлівській сільській громаді Запорізькому районі Запорізької області. Входить до складу Петро-Михайлівської сільської громади.
Площа села — 27,5 га. Кількість дворів — 12, кількість населення на 01.01.2007 — 17 осіб.

## Географія
Село Перун розташоване на лівому березі річки Дніпро, вище за течією примикає село Орлівське, нижче за течією на відстані 6 км розташоване село Улянівка.
Село розташоване за 50 км від міста Вільнянськ, за 50 км від обласного центра. Найближча залізнична станція — Вільнянськ — розташована за 50 км від села.

## Історія
Село утворилось наприкінці 1920-х років у зв'язку із будівництвом ДніпроГЕСу і переселенням мешканців із зони затоплення. Назва села походить від острова Перун, на якому за повір'ям існувало капище язичницького слов'янського бога Перуна, біля якого русини справляли свята та обряди.
В 1932-1933 роках селяни пережили Голодомор.
Від 24 серпня 1991 року село входить до складу незалежної України.
До 2017 року входило до складу Петро-Михайлівської сільської ради.
День села відзначається 22 вересня.

## Пам'ятки
Неподалік — пам'ятка природи: «Балка Таволжанська».